# Latil TP
Le Latil TP est un camion produit par Latil.

## Présentation
Tracteurs à quatre roues motrices d'aspect semblable au Latil TAR, il se distingue visuellement ses roues à cinq rayons. Les roues arrière du TP ne sont pas directrices, contrairement au Latil TAR,.
Le TP est équipé d'un moteur quatre cylindres 105 × 140 mm, développant 35 ch à 1 200 tr/min. La boîte de vitesses a cinq vitesses avant et une vitesse arrière et le camion atteint 20 km/h.

## Historique
Un prototype est présenté en 1914 au concours de poids lourds, dans la catégorie des véhicules légers.
Le Latil TP est notamment utilisé comme camion porteur de canon de 75 dans l'artillerie portée, jusqu'en 1940, comme tracteur de canon de 75 mm modèle 1917, et pendant la Première Guerre mondiale comme voiture-treuil pour l'aérostation, avec diverses variantes,,.
Un camion blindé monté sur châssis TP est en service au Maroc dans les années 1920.